# Casa de Progon
A Casa de Progon foi uma dinastia que governou o Principado da Albânia. Progon ascendeu ao trono albanês em 1190 e foi depois sucedido por seus filhos Gjin e Dhimitër. O principado alcançou seu apogeu durante o reinado do último. A dinastia chegou ao fim em 1216.

## Membros famosos
Progonos (fundador), arconte (senhor) de Kruja
Gjin, senhor de Kruja
Dimitri, panhypersebastos (senhor) de Kruja